# Suttungr (mitologia)

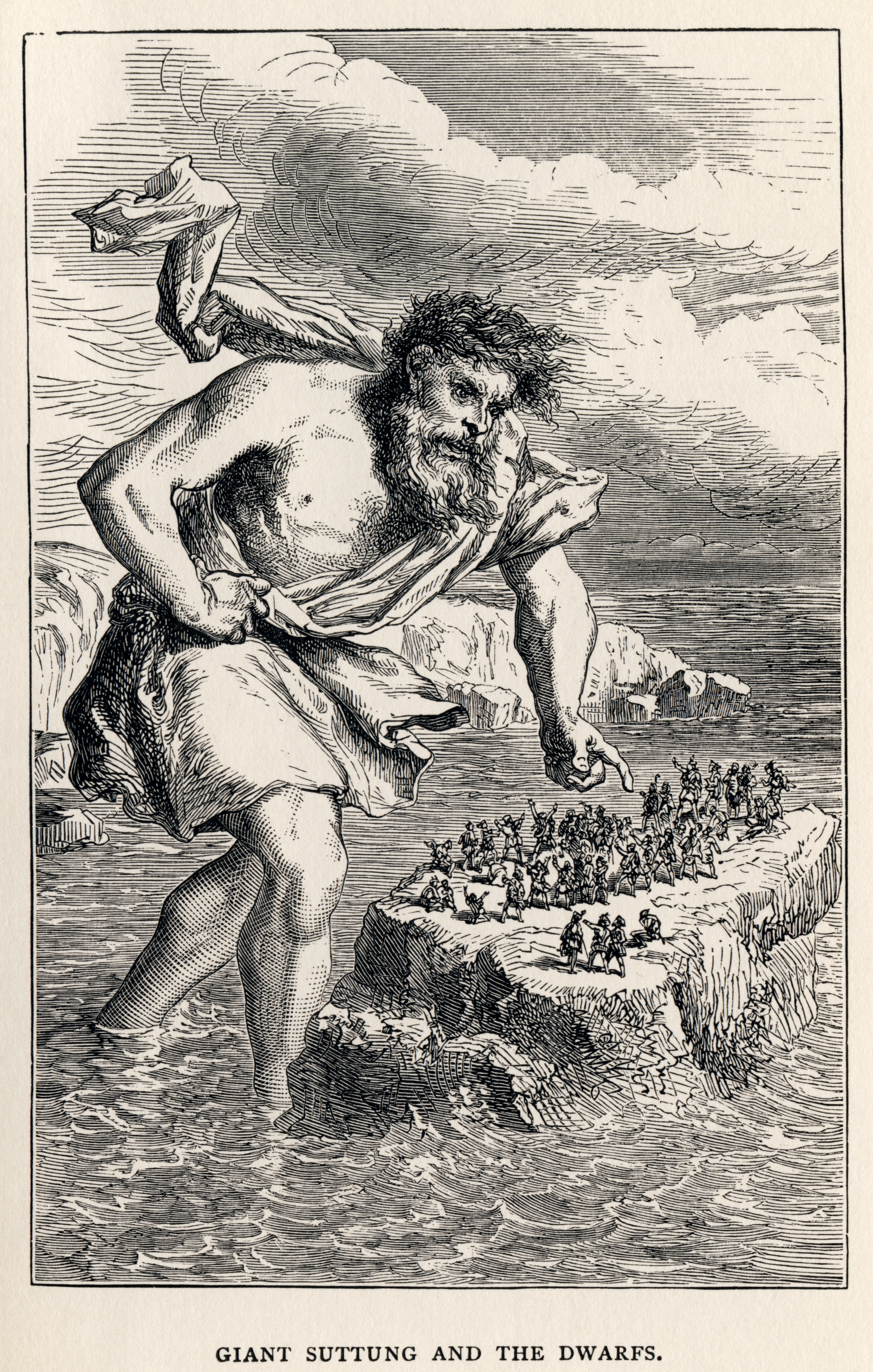
Suttungr e i nani

Nella mitologia norrena, Suttungr (/s ʊ t ʊ ŋ ər /) o Suttung era un jötunn, un figlio di Gilling, il quale (insieme alla madre di Suttungr) era stato assassinato da Fjalar e Galar.

## Mitologia
Suttungr cercò i suoi genitori e minacciò i fratelli nani Fjalar e Galar, legando loro e alcuni altri nani che avevano ucciso Gilling su una roccia che sarebbe stata sommersa dalla marea crescente. I nani implorarono Suttungr di risparmiare loro la vita e gli offrirono il magico idromele della poesia. Suttungr lo prese e lo nascose al centro della montagna Hnitbjorg, con sua nipote Gunnlöð di guardia, che trasformò in una strega per proteggerlo.
Alla fine Odino decise di ottenere l'idromele. Lavorò per Baugi, il fratello di Suttungr, un contadino, per un'intera estate, poi chiese un sorso di idromele, che Suttungr gli rifiutò. Baugi perforò la montagna, Odino si trasformò in un serpente e vi strisciò dentro. All'interno, Gunnlöð era di guardia, ma la convinse a concedergli tre sorsi in cambio di tre notti di sesso. Odino continuò a bere tutto l'idromele nei tre contenitori, si trasformò in un'aquila e fuggì. Suttungr lo inseguì sotto forma di aquila, ma Odino riuscì a scappare e tornò ad Asgard. Gunnlöð in seguito partorì il figlio di Odino Bragi.

## Astronomia
La ventitreesima luna di Saturno è nominata a suo nome.